# مبضع (تسوق)

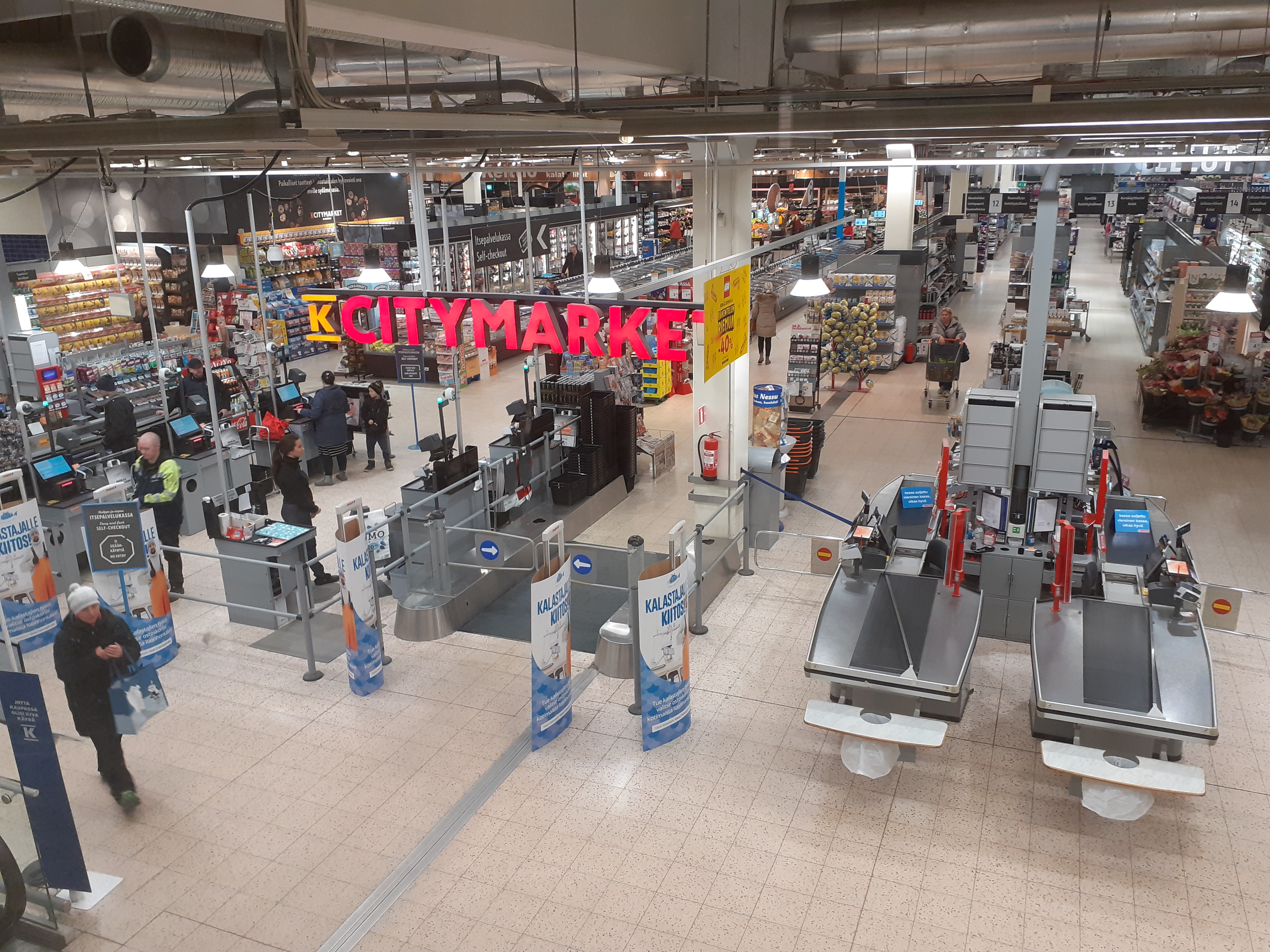
مبضع أوربّي في فنلندة في هلسنكي الكبرى

المَبْضَع أو السوق الكبار أو السوق الضخم (بالإنكليزية: Hypermarket) هو متجر كبير يجمع بين سوبر ماركت ومتجر التجزئة. والنتيجة هي منشأة واسعة للبيع بالتجزئة تحمل مجموعة واسعة من المنتجات تحت سقف واحد مثل خطوط البقالة الكاملة والمنتجات العامة. تتيح المباضع من الناحية النظرية للزبائن تلبية جميع احتياجات التسوق المعتادة في رحلة واحدة.